# Bahār (kommunhuvudort)
Bahār (persiska: بهار) är en kommunhuvudort i Iran.   Den ligger i provinsen Hamadan, i den nordvästra delen av landet, 290 km väster om huvudstaden Teheran. Bahār ligger 1 722 meter över havet och antalet invånare är 28 645.
Terrängen runt Bahār är platt åt nordost, men åt sydväst är den kuperad.Runt Bahār är det ganska tätbefolkat, med 199 invånare per kvadratkilometer. Närmaste större samhälle är Hamadan, 13,7 km sydost om Bahār. Trakten runt Bahār består i huvudsak av gräsmarker.